# Filogaso
Filogaso (griechisch: Philogassos) ist eine süditalienische Gemeinde (comune) mit 1332 Einwohnern (Stand 31. Dezember 2023) in der Provinz Vibo Valentia in Kalabrien. Die Gemeinde liegt etwa elf Kilometer östlich von Vibo Valentia.

## Geschichte
Das Gründungsdatum von Filogaso ist unbekannt. Vermutlich handelt es sich um eine griechische Siedlung, die später von den Römern übernommen wurde. Münzfunde aus dem 4. Jahrhundert v. Chr. bis zum 2. Jahrhundert n. Chr. sind römischen Ursprungs.
1909 wurde die Gemeinde durch ein Erdbeben schwer geschädigt.